# Goa (spil)
 For alternative betydninger, se Goa (flertydig). (Se også artikler, som begynder med Goa)
Brætspillet Goa er navngivet efter den indiske delstat Goa, og scenariet er starten af 1500-tallet. Spillet er første gang udgivet på tysk af Hans im Glück i 2004. Goa er et designerspil.
Goa er et strategisk spil med auktioner og ressourcestyring. Hver spiller har sit eget handelskompagni, hvor man kan satse på at opdyrke krydderiplantager, gøre sine handelsskibe mere effektive, rekruttere kolonister mv. Der er fem slags krydderier, som bruges i forskellige kombinationer til at udvikle handelskompagniet. Hver spiller har en plade, hvor man kan se hans/hendes fremskridt inden for fem forskellige områder: krydderihøst, skibsbygning, beskatning, ekspeditioner og hentning af kolonister.
Jo flere fremskridt man gør inden for et område, desto mere får man ud af dette. Det er også disse fremskridt, som giver sejrspoint, når spillet er slut, og vinderen skal findes. Desuden er der belønninger til de spillere, der først når de sidste to stadier inden for et område. Spillet er dog balanceret sådan, at man hele tiden må overveje, om man skal sætte alt på et bræt eller sprede sine investeringer.